# Liste der preußischen Gesandten in Österreich
Die Liste der preußischen Gesandten in Österreich verzeichnet die Gesandten Preußens bei der Habsburgermonarchie. Diplomatische Beziehungen wurden seit 1646 unterhalten.

## Brandenburgische Residenten
- 1647  Ewald von Kleist, außerordentlicher Gesandter
- 1655 Johann Friedrich von Löben, außerordentlicher Gesandter
- 1658 Friedrich von Jena
- 1661 Johann Friedrich von Löben, außerordentlicher Gesandter
- 1672 Fürst Johann Georg von Anhalt
- 1673 Christoph von Brandt
- 1674 Lorenz Georg von Krockow
- 1678–16?? Andreas Neumann
- 1678 Lorenz Georg von Krockow
- ????–1687  Bernhard Ernst von Schmettau
- 1682 Lorenz Georg von Krockow
- 1683–1685 Otto von Schwerin (der Jüngere)
- 1686 Friedrich Rudolf Ludwig von Canitz
- 1687 Christian Friedrich von Bartholdi (1668–1714)

## Gesandte
- 1716–1723  Friedrich Wilhelm von Schwerin (1678–1727)
- 1724–1732: Christian von Brandt (1684–1749)

...
- 1738–1740: Kaspar Wilhelm von Borcke (1704–1747)
- Abbruch der diplomatischen Beziehungen während der Schlesischen Kriege
- 1746–1750: Otto Christoph von Podewils (1719–1781)
- 1750–1757: Joachim Wilhelm von Klinggräff (1692–1757)
- 1756: Christoph Heinrich von Ammon (1713–1783)

...
- 1763–1772: Jakob Friedrich von Rohd (1703–1784)
- 1771–1773: Georg Ludwig von Edelsheim (1740–1814)
- 1773–1785: Johann Hermann Riedesel zu Eisenbach (1740–1785)

...
- 1790–1792: Constans Philipp Wilhelm von Jacobi-Klöst (1745–1817)
- 1793–1797: Girolamo Lucchesini (1751–1825)[2]
- 1797–1805: Christoph von Keller (1757–1827)[2]
- 1805–1807: Karl Christian von Brockhausen (1767–1829)[2]
- 1807–1810: Karl Friedrich Albrecht Finck von Finckenstein (1772–1811)[2]
- 1810–1815: Wilhelm von Humboldt (1767–1835)
- 1816–1822: Friedrich Wilhelm Ludwig von Krusemarck (1767–1822)
- 1822–1827: Franz Ludwig von Hatzfeldt (1756–1827)
- 1827–1833: Bogislaw von Maltzahn (1793–1833)
- 1833–1841: Mortimer von Maltzahn (1793–1843)
- 1841–1845: Karl von Canitz und Dallwitz (1787–1850)
- 1845–1848: Heinrich Friedrich von Arnim-Heinrichsdorff-Werbelow (1791–1859)
- 1848–1851: Albrecht von Bernstorff (1809–1873)
- 1851–1858: Heinrich Friedrich von Arnim-Heinrichsdorff-Werbelow (1791–1859)
- 1859–1869: Karl von Werther (1809–1894)

Ab 1867: Gesandter des Norddeutschen Bunds, ab 1871 Gesandter des Deutschen Reichs